# Donald Harper
Donald „Don“ de Wayne Harper (* 4. Juni 1932 in Redwood City, Kalifornien; † 30. November 2017 in Centennial, Colorado) war ein Trampolinturner und Wasserspringer aus den Vereinigten Staaten. Er siegte 1955 bei den Panamerikanischen Spielen im Trampolinturnen und gewann bei den Olympischen Spielen 1956 die Silbermedaille im Kunstspringen.

## Karriere
Donald Harper war 1956 und 1958 der einzige Sportler, der in zwei verschiedenen Sportarten Studentenmeister der Vereinigten Staaten wurde. 1955 in Mexiko-Stadt wurde Trampolinspringen erstmals bei den Panamerikanischen Spielen ausgetragen und Donald Harper war der erste Sieger in dieser Disziplin.
1956 bei den Olympischen Spielen in Melbourne bestand das Team der Kunstspringer der Vereinigten Staaten aus Bob Clotworthy, Donald Harper und Glen Whitten. In der Qualifikation siegte der Mexikaner Joaquín Capilla vor Clotworthy und Whitten. Harper belegte den fünften Platz hinter Roman Brener aus der Sowjetunion. Im Finale sprang Harper die bestbenotete Serie vor Clotworthy und Capilla. Die Gesamtwertung errechnete sich nach der Summe der Punkte aus Qualifikation und Finale. Gold ging an Clotworthy vor Harper und Capilla. 1959 trat Donald Harper bei den Panamerikanischen Spielen in Chicago im Turmspringen an und gewann die Silbermedaille hinter dem Mexikaner Álvaro Gaxiola.
Donald Harper gewann im Wasserspringen fünf amerikanische Meistertitel, drei College-Meistertitel der National Collegiate Athletic Association und sieben Titel der Amateur Athletic Union.
Seit 1953 besuchte Donald Harper die Ohio State University und trainierte dort bei Mike Peppe. Er graduierte dort, machte anschließend seinen Master und promovierte schließlich. Harper blieb danach als Hochschullehrer für Physiologie und Bewegungswissenschaft an der Universität.
1998 wurde Donald Harper in die International Swimming Hall of Fame aufgenommen.